# Araneus circe
Araneus circe là một loài nhện trong họ Araneidae.
Loài này thuộc chi Araneus. Araneus circe được Jean Victor Audouin miêu tả năm 1826.

## Hình ảnh

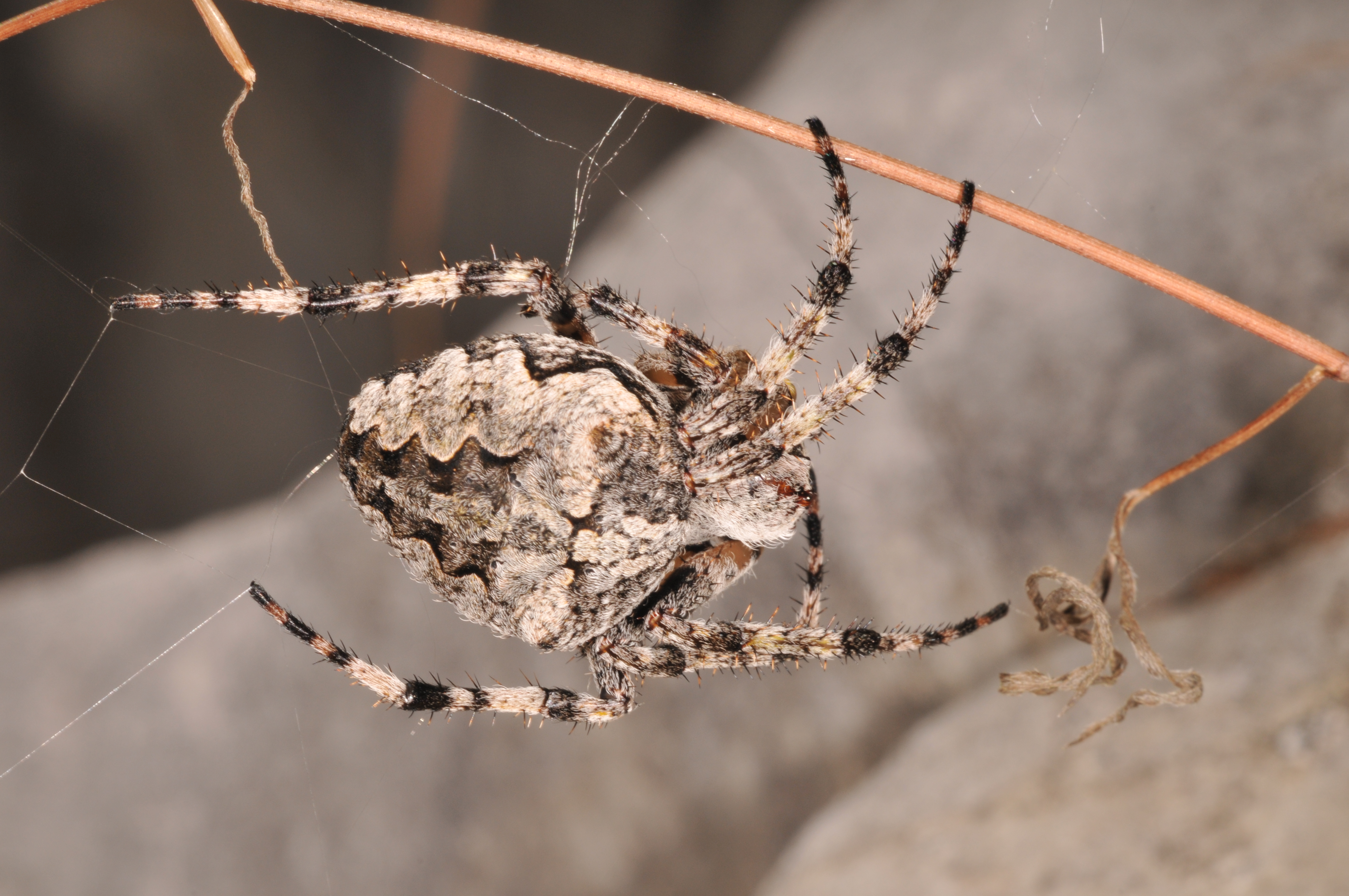
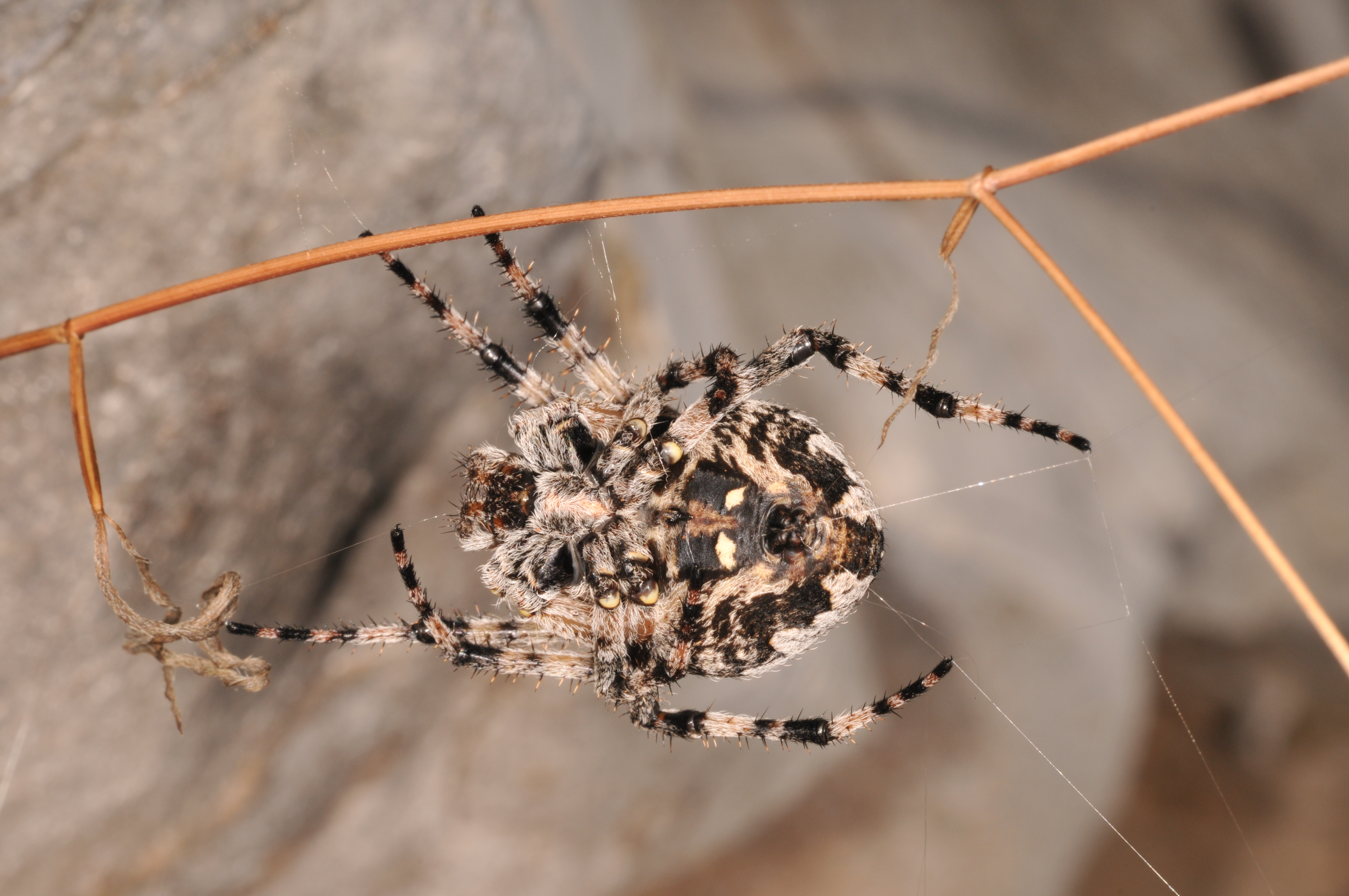
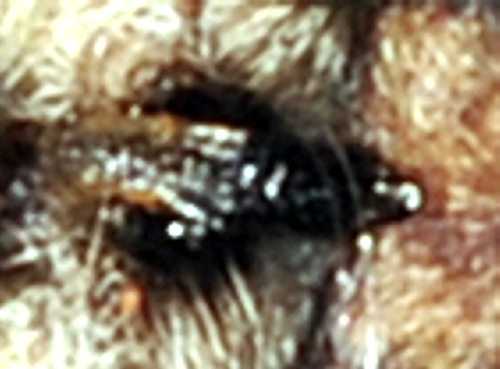
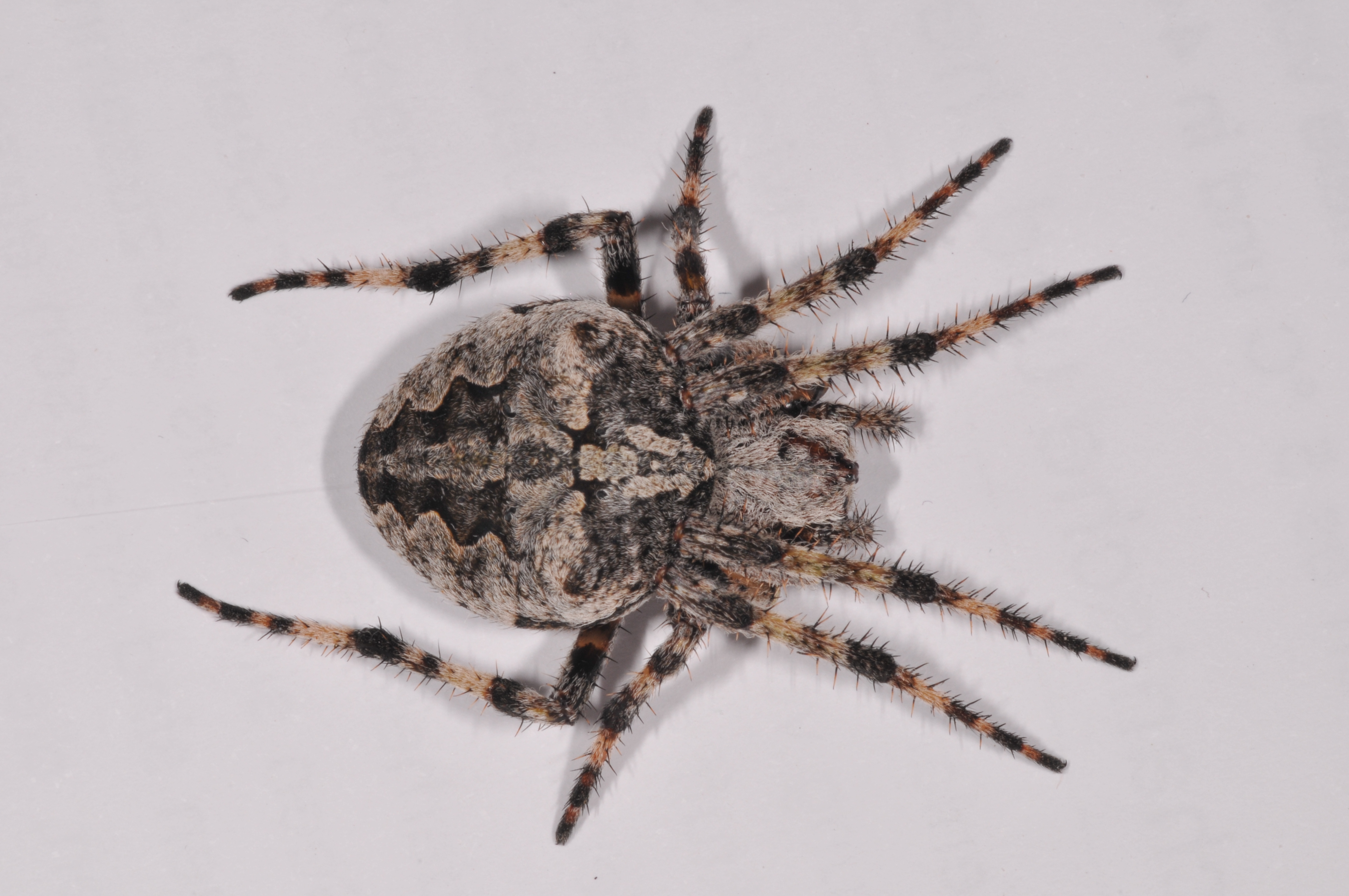